# غلوبيولين مناعي م
الكريين المناعي م أو الغلوبولين المناعي م (IgM) اكتشف عام 1946، نسبته 5-10%، ويبلغ وزنه الجزيئي 1.000.000، يقدّر تركيزه في المصل 1غ/ل، يتجدّد كلّ 5 أيّام، يظهر مبكّرا في الجنين- يقوم بتثبيت المتمّمة- ينشّط البالعات الكبيرة ويوجد بغزارة على سطح الخلايا البائية.

## اقرأ أيضا
- مكون متمم 1Q